# Juncus subglaucus
Juncus subglaucus är en tågväxtart som beskrevs av Lawrence Alexander Sidney Johnson. Juncus subglaucus ingår i släktet tåg, och familjen tågväxter. Inga underarter finns listade i Catalogue of Life.